# 颱風舒力基 (2021年)
颱風舒力基（英語：Typhoon Surigae，國際編號：2102，聯合颱風警報中心：WP022021，菲律賓大氣地球物理和天文管理局：Bising）是2021年太平洋颱風季第2個被命名的風暴。「舒力基」（韓語：수리개，亦称솔개）一名由朝鮮所提供，指黑鸢。此名字第一次使用，取代被除名的彩虹。
舒力基是北半球有氣象紀錄以來，4月份最強的熱帶氣旋，其接近中心最高持續風速及中心氣壓均打破了2015年颱風美莎克的紀錄，與2013年颱風海燕並列為21世紀西北太平洋海平面氣壓第三低的風暴。

## 發展過程
4月9日，一個熱帶擾動在埃拉托環礁南方海域生成，美國海軍研究實驗室給予擾動編號94W。
4月11日晚上11時30分，聯合颱風警報中心將其評級提升為「中」。
4月12日下午2時，日本氣象廳將其升格為熱帶低氣壓。晚間7時30分，聯合颱風警報中心將其評級提升為「高」，並對其發布熱帶氣旋形成警報。
4月13日上午8時，日本氣象廳對其發布烈風警報。同時，台灣中央氣象局將其升格為熱帶低氣壓，給予編號TD02。晚間8時，聯合颱風警報中心將其升格為熱帶低氣壓，給予熱帶氣旋編號02W 。同時，香港天文台將其升格為熱帶低氣壓。
4月14日凌晨2時，日本氣象廳將其升格為熱帶風暴，給予國際編號2102，並命名「舒力基」。同時，台灣中央氣象局將其升格為輕度颱風。上午8時，香港天文台將其升格為熱帶風暴。上午9時，聯合颱風警報中心將其升格為熱帶風暴。
4月15日上午8時，日本氣象廳將其升格為強烈熱帶風暴。同時，香港天文台將其升格為強烈熱帶風暴。
4月16日凌晨2時，聯合颱風警報中心率先將其升格為颱風。上午8時，日本氣象廳將其升格為颱風。同時，香港天文台亦將其升格為颱風；台灣中央氣象局將其升格為中度颱風。
4月17日凌晨2時，舒力基進入風切較弱的位置，有利於其發展，此時舒力基發展出完整的颱風結構，香港天文台將其升格為強颱風。早上8時，香港天文台將其升格為超強颱風。下午2時，台灣中央氣象局將其升格為強烈颱風。
4月20日下午2時，受到強風切變及乾燥的東北季候風影響，舒力基逐漸減弱，香港天文台將其降格為強颱風。晚間8時，台灣中央氣象局將其降格為中度颱風。
4月22日晚間8時，香港天文台將其降格為颱風。
4月23日下午2時，台灣中央氣象局將其降格為輕度颱風。下午5時，香港天文台將其降格為強烈熱帶風暴。晚間8時，日本氣象廳將其降格為強烈熱帶風暴；同時聯合颱風警報中心降格為熱帶風暴。
4月24日上午5時，聯合颱風警報中心判定舒力基轉化為副熱帶風暴。下午2時，日本氣象廳將其降格為熱帶風暴。同時，香港天文台將其降格為熱帶風暴。
4月25日上午5時，聯合颱風警報中心對其發出最後警告。上午8時，日本氣象廳表示舒力基轉化為溫帶氣旋。上午11時，香港天文台表示舒力基轉化為溫帶氣旋。
4月27日，舒力基轉化為溫帶氣旋並繼續向西北太平洋移動，其後更重新增強為爆發性氣旋，中心氣壓急降至945百帕斯卡。

## 影響

### 菲律賓
當地發出之最高風暴信號：二號風暴信號
菲律賓大氣地球物理和天文服務管理局於4月16日晚上11時發出一號風暴信號，並於4月17日下午5時對呂宋島卡坦端內斯省、維薩亞斯群島、北薩馬省、東薩馬省、薩馬島及民答那峨島發出二號風暴信號。

## 熱帶氣旋警告使用紀錄

### 菲律賓
| 菲律賓大氣地球物理和天文服務管理局 風暴信號 | 菲律賓大氣地球物理和天文服務管理局 風暴信號 | 菲律賓大氣地球物理和天文服務管理局 風暴信號 |
| ------------------------------------------- | ------------------------------------------- | ------------------------------------------- |
| 上一熱帶氣旋                                | 一號風暴信號                                | 下一熱帶氣旋                                |
| 熱帶風暴杜鵑                                | 一號風暴信號                                | 熱帶低氣壓03W                               |
| 熱帶風暴杜鵑                                | 二號風暴信號                                | 熱帶低氣壓03W                               |

## 外部連結
| 太平洋颱風季             |
| 主題頁 - 專題 - 編輯指南 |

- （日語）日本氣象廳首頁 （页面存档备份，存于）
- （英文）聯合颱風警報中心首頁 （页面存档备份，存于）
- （简体中文）中國國家氣象中心首頁 （页面存档备份，存于）
- （繁體中文）臺灣中央氣象局首頁 （页面存档备份，存于）
- （繁體中文）香港天文台首頁 （页面存档备份，存于）
- （繁體中文）澳門地球物理暨氣象局首頁 （页面存档备份，存于）
- （英文）菲律賓大氣地球物理和天文管理局 惡劣天氣公告 （页面存档备份，存于）
- （泰文）泰國氣象局首頁 （页面存档备份，存于）